# لامية أبي طالب
لاميّة أَبِي طَالِبٍ هي قصيدة قالها أبو طالب بن عبد المطلب عمُّ النَّبيِّ مُحَمَّد، ووالدُ الإمام عليّ.

## قائل القصيدة
أَبِو طَالِبِ بنِ عَبْدِ المُطَّلِب بنِ هاشِم بن عبد مناف بن قُصَيّ بن كلاب بن مُرَّة بن كَعب بن لُؤَيّ القرشي الهاشمي هو عم النبي محمد، ووالد الإمام علي بن أبي طالب وإخوته جعفرًا وعقيلًا وطالبًا وأم هانئ، وأمهم جميعًا فاطمة بنت أسد بن هاشم. وُلد في مكة ونشأ بها، وكان منيعًا عزيزًا في قريش، وسيدًا شريفًا مطاعًا مهيبًا. كفل النبي بعد وفاة جده عبد المطلب، ولما بعث قام في نصرته وذَبَّ عنه من عاداه، ومدحه عدة مدائح، فلم يزل يذب عن رسول الله ويناوئ قريشًا إلى أن مات، وكانت وفاته في السنة العاشرة من البعثة، وتوفيت خديجة في نفس السنة، فسماه النبي: «عام الحزَنِ». ذهب أغلب أهل السنة والجماعة إلى أنه لم يُسلم، بينما يعتقد الشيعة أنه تُوفي مُسلمًا مؤمنًا.

## مناسبة القصيدة
قال أبو طالب هذه القصيدة عندما حاصرت قُرَيْش بَنُي هَاشِمٍ وبَنُي المُطَّلبِ في «شِّعْب أَبِي طَالِبِ»، والتي كان يمدح وينصر النَّبيَّ مُحَمَّداً فيها. يقول ابْنَ هِشَامٍ في «السِّيْرَةَ النَّبَوِيَّةَ» نقلًا عن ابْنُ إِسْحَاقَ: «فَلَمَّا خَشِيَ أَبُو طَالِبٍ دَهْمَاءَ الْعَرَبِ أَنْ يَرْكَبُوهُ مَعَ قَوْمِهِ، قَالَ قَصِيدَتَهُ الَّتِي تَعَوَّذَ فِيهَا بِحَرَمِ مَكَّةَ وَبِمَكَانِهِ مِنْهَا، وَتَوَدَّدَ فِيهَا أَشْرَافُ قَوْمِهِ، وَهُوَ عَلَى ذَلِكَ يُخْبِرُهُمْ وَغَيْرَهُمْ فِي ذَلِكَ مِنْ شِعْرِهِ أَنَّهُ غَيْرُ مُسْلِمٍ رَسُولَ اللَّهِ ﷺ، وَلَا تَارِكُهُ لِشَيْءِ أَبَدًا حَتَّى يَهْلِكَ دُونَهُ».
وصفت القصيدة بأنها أَفْحَلُ مِنَ المُعَلَّقَاتُ السَّبْعَ، فقد قال عنها ابن كثير الدمشّقي في كتابه «الْبِدَايَة وَالنِّهَايَة»: «هَذِهِ قَصِيدَةٌ عَظِيمَةٌ فَصِيحَةٌ بَلِيغَةٌ جِدًّا، لَا يَسْتَطِيعُ أَنْ يَقُولَهَا إِلَّا مَنْ نُسِبَتْ إِلَيْهِ، وَهِيَ أَفْحَلُ مِنَ الْمُعَلَّقَاتِ السَّبْعِ، وَأَبْلَغُ فِي تَأْدِيَةِ الْمَعْنَى مِنْهَا جَمِيعًا».
كما رواها محمد بن إسماعيل البخاري في روايتين إحداها عن عبد الله بن عمر والأخرى هي لعبد الله بن دينار، وجاء في «مصنف ابن أبي شيبة» رواية لعائشة بنت أبي بكر، ونسبها رواة كثر مستشهدين ببيت الشعر، «وأَبْيَضَ يُستَسقَى الغَمامُ بوَجْهِه * ثِمالُ الْيتامى عِصمةٌ لِلأراملِ».

## الشروح والدراسات
شُرحت القصيدة عدة شروح، منها:
- شرح السُّهيلي في كتاب «الروض الأُنُف».
- شرح عبد القادر البغدادي في كتاب «خزانة الأدب».
- شرح المفتي مير عباس اللكهنوي (ت 1306 هـ).[12]
- «طِلبة الطالب بشرح لاميّة أبي طالب»، تأليف: علي فهمي.[13][14][15]
- «زهرة الأدباء في شرح لاميّة شيخ البطحاء»، تأليف: جعفر النقدي.
- «ديوان أبي طالب وشرح لاميّته»، تأليف: حيدر قلي بن نور محمّد خان سردار الكابلي.

## وصلات خارجية
- خليلي ما أذني لأول عاذل على موقع بوابة الشعراء.